# Mallinella pricei
Mallinella pricei är en spindelart som först beskrevs av Alberto Barrion och James A. Litsinger 1995.  Mallinella pricei ingår i släktet Mallinella och familjen Zodariidae.
Artens utbredningsområde är Filippinerna. Inga underarter finns listade i Catalogue of Life.